# Iridana ghanana
Iridana ghanana är en fjärilsart som beskrevs av Henry Stempffer 1964. Iridana ghanana ingår i släktet Iridana och familjen juvelvingar. Inga underarter finns listade i Catalogue of Life.